# Eduard Bass
Eduard Bass, pseudonimo di Eduard Schmidt (Praga, 1º gennaio 1888 – Praga, 2 ottobre 1946), è stato uno scrittore, giornalista e attore ceco; uomo versatile si dimostrò anche un valido umorista, satirico, drammaturgo, pubblicista, intrattenitore, paroliere e cantante.

## Biografia

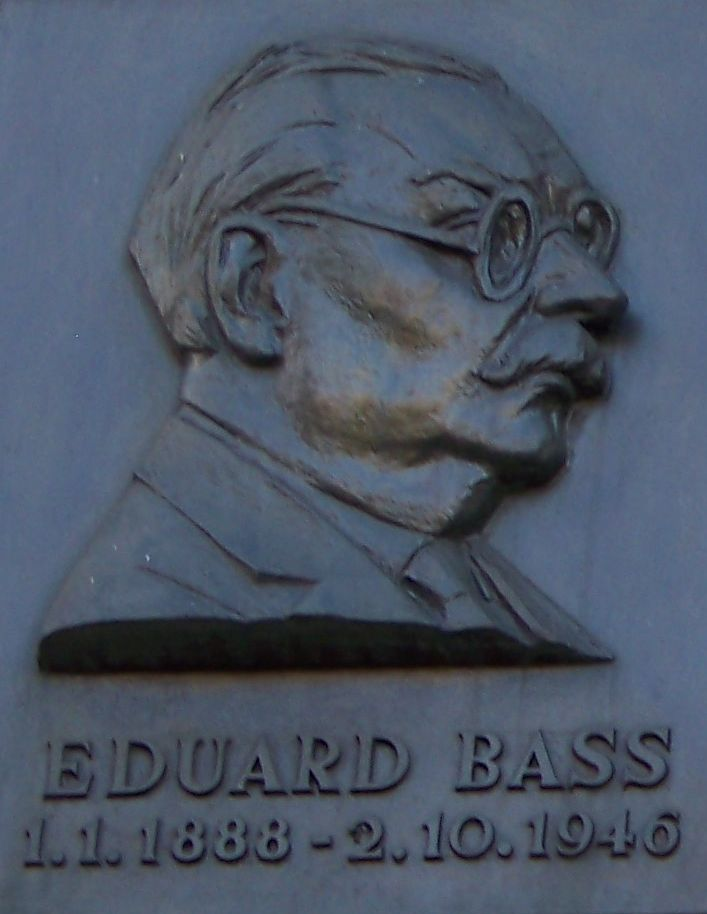
Targa dedicata a Eduard Bass, Praga

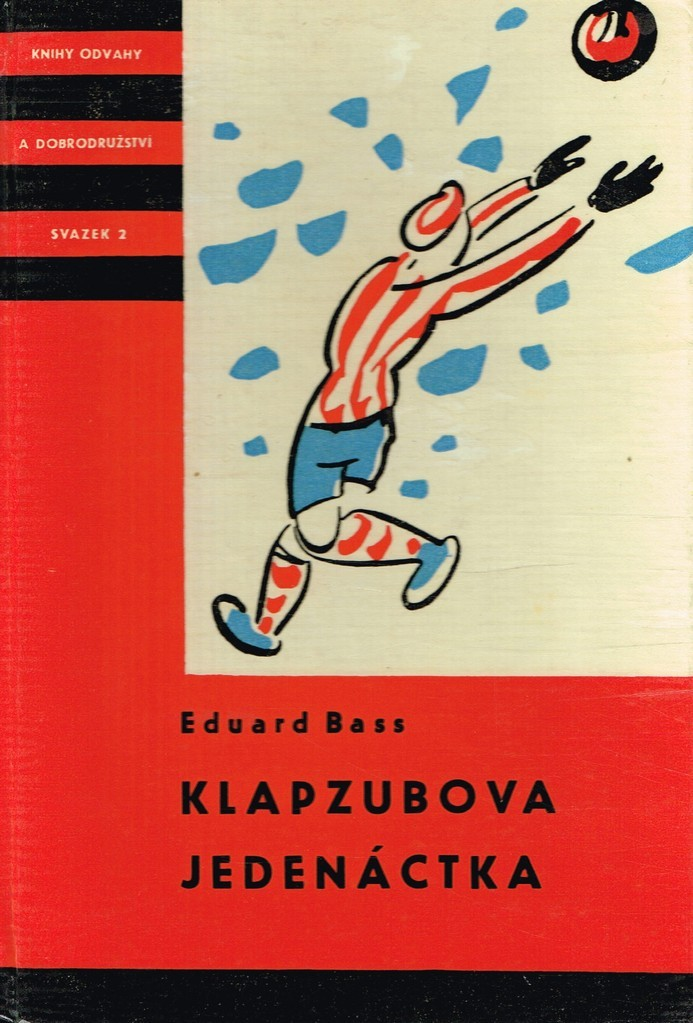
Copertina di Gli undici di Klapzub (Klapzubova jedenáctka, 1922)

Eduard Bass nacque a Praga il 1º gennaio 1888.
La sua carriera scolastica culminò con il diploma, nel 1905, alla scuola secondaria della capitale, e poi con gli studi di chimica all'Università Tecnica Ceca di Praga e contemporaneamente con la formazione artistica nel negozio del padre, approfondita e perfezionata in Svizzera a Zurigo.
Lavorando come rappresentante per conto del padre, andò all'estero dal 1906 al 1916, a Monaco di Baviera, in Italia, a Berlino, a Vienna, ma nello stesso tempo sviluppò la passione 
per il cabaret e per le canzoni e quindi nel 1907 esordì come cantante acquisendo lo pseudonimo di Bass, dovuto alla sua voce profonda.
A causa di problemi di salute, non partecipò alla prima guerra mondiale e diventò uno scrittore. 
Nel 1915 Bass sposò un'attrice, e successivamente scultrice, Táňa Kryková.
Eduard Bass scrisse numerosi feuilletons, oltre che un originale tipo di attualità in versi.
Nel 1916-1917 diresse alcuni cabaret e scrisse in numerosi giornali e riviste, e iniziò a pubblicare testi teatrali.
Nel 1919-1921, curò la rivista satirica Šibeničky, e subito dopo incominciò la collaborazione con Lidove noviny, dove scrisse per i seguenti vent'anni. Qui incontrò e strinse amicizia con famosi colleghi, come Karel Poláček, i fratelli Josef e Karel Čapek, Vítězslav Nezval e František Halas, pubblicando feuilletons, relazioni, resoconti culturali, critiche teatrali, per lo più umoristici.
La prima grande opera dell'autore è l'umoristica favola di Gli undici di Klapzub (Klapzubova jedenáctka, 1922), dedicata all'ascesa del calcio ceco sulla scena internazionale; l'opera narrò la storia del padre-allenatore Klapzuby, che dai suoi undici figli creò una squadra di calcio imbattibile, che inizialmente diventò campione nazionale e poi trionfò in Europa e infine nel mondo.
Un'altra pubblicazione di Bass fu Vagabondaggi del reporter di Praga (Potulky pražského reportéra, 1929), una raccolta di rapporti che evidenziarono le trasformazioni di Praga negli anni venti. Alla fine del decennio, lo scrittore guidò brevemente la rivista Světozor. 
L'anno seguente pubblicò un racconto, Le sei ragazze Williamson e altre storie (Šest děvčat Williamsonových a jiné historky, 1930).
Nel 1934, il libro di Bass, La vita selvaggia di Alexander Staviski (Divoký život Alexandra Staviského, 1934), uscì alle stampe, basato sulle avventure di un imprenditore non molto onesto.
Un grande successo e popolarità ricevette il romanzo Il circo Humberto (Cirkus Humberto, 1941), un'avvincente storia del circo dalla seconda metà del XIX secolo agli inizi del XX secolo, che segue da vicino la vita di un artista dalla nascita alla maturità.
All'ambiente del circo equestre dedicò anche un ciclo di dieci racconti intitolato La gente dei carrozzoni (Lidé z maringotek, 1942).
Una sua opera cronachistica sugli eventi del 1848 restò incompiuta: delle tre parti previste ne venne pubblicata solo la prima: Letture sull'anno Quarantotto (Čtení o roce osmačtyřicátém, 1940).
Infine, una raccolta intitolata Racconti (Povidky, 1956), venne pubblicata postuma.

## Opere
- Pegas k drožce připřažený (1916);
- Jak se dělá kabaret? (1917);
- Náhrdelník: Detektivní komedie o jednom aktu (1917);
- Fanynka a jiné humoresky (1917);
- Letáky, 1917–19 (1920);
- Letohrádek Jeho Milosti a 20 jiných humoresek z vojny vojenské a občanské (1921);
- Případ čísla 128 a jiné historky (1921);
- Klapzubova jedenáctka (1922);
- Potulky pražského reportéra (1929);
- Šest děvčat Williamsonových a jiné historky (1930);
- To Arbes nenapsal, Vrchlický nebásnil (1930);
- Umělci, mecenáši a jiná čeládka (1930);
- Holandský deníček (1930);
- Divoký život Alexandra Staviského (1934);
- Čtení o roce osmačtyřicátém (1940);
- Potulky starou Prahou (1921-1941);
- Cirkus Humberto (1941);
- Lidé z maringotek (1942);
- Pod kohoutkem svatovítským (1942);
- Kázáníčka (1946);

### Postumi
- Křižovatka u Prašné brány (1947);
- Povídky (1956);
- Rozhlásky (1957);
- Pražské a jiné historie (1968);
- Na lodi za pohádkou (1969);
- Kukátko (1970);
- Postavy a siluety (1971);
- Moje kronika (1985);
- Po stopách broumovských medvědů (1992);
- Malá skleněná gilotinka (1999);
- Koráb pohádek (2016).